# Suzuki GSX-S 1000 F
Die GSX-S 1000 F ist eine Sporttourer des japanischen Herstellers Suzuki. Sie wurde als Naked Bike Suzuki GSX-S 1000 erstmals 2014 auf der EICMA vorgestellt. Mit ähnlichen Abmessungen wie die GSR 750 aber einer deutlichen Mehrleistung schloss Suzuki die Hubraum-Lücke zwischen der GSR und der GSF 1250 „Bandit“. Der Motor entstammt einer früheren Version der GSX-R 1000 (K5) und wurde auf eine Nennleistung von 107 kW (145 PS) gedrosselt, um das Drehmoment im unteren und mittleren Drehzahlbereich zu steigern. Ein Antiblockiersystem und eine Traktionskontrolle sind serienmäßig eingebaut.

## Antrieb
Der flüssigkeitsgekühlte Vierzylindermotor ist quer eingebaut. Im Zylinderkopf des Viertaktmotors rotieren zwei kettengetriebene, obenliegende Nockenwellen, welche je Zylinder zwei Einlass- und zwei Auslassventile ansteuern. Der Motor aus der GSX-R 1000 in der Version K5 wurde deutlich überarbeitet. Nocken, Kolben und Drosselklappengehäuse wurden gewichtsoptimiert und verbessert. Kühler und Auspuffsystem wurden neu entwickelt. So ist der Ölkühler nun flüssigkeitsgekühlt. Über eine abschaltbare, dreistufige Traktionskontrolle (Sport, Straße, Regen) kann das Ansprechverhalten bei unterschiedlichen Fahrzuständen geregelt werden.

## Fahrwerk
In einem Aluminium-Brückenrahmen ist die Aluminium-Profil-Hinterradschwinge eingehängt. Die Vorderachse ist in einer Upside-Down-Gabel verbaut. Die Vorderradfederung ist in Zug- und Druckstufe sowie in der Vorspannung verstellbar, das Hinterrad ist in Vorspannung und Zugstufe verstellbar. Die Bremssättel an der Vorderachse sind radial befestigt.

## Marktsituation
Suzuki platziert die GSX-S 1000 F in das Segment der Sporttourer mit einem Liter Hubraum. Motorräder mit vergleichbarem Motoraufbau und Fahrwerkslayout sind Honda CB 1000 R, Kawasaki Z 1000, Yamaha FZ 1 und BMW S 1000 R.